# Deprese

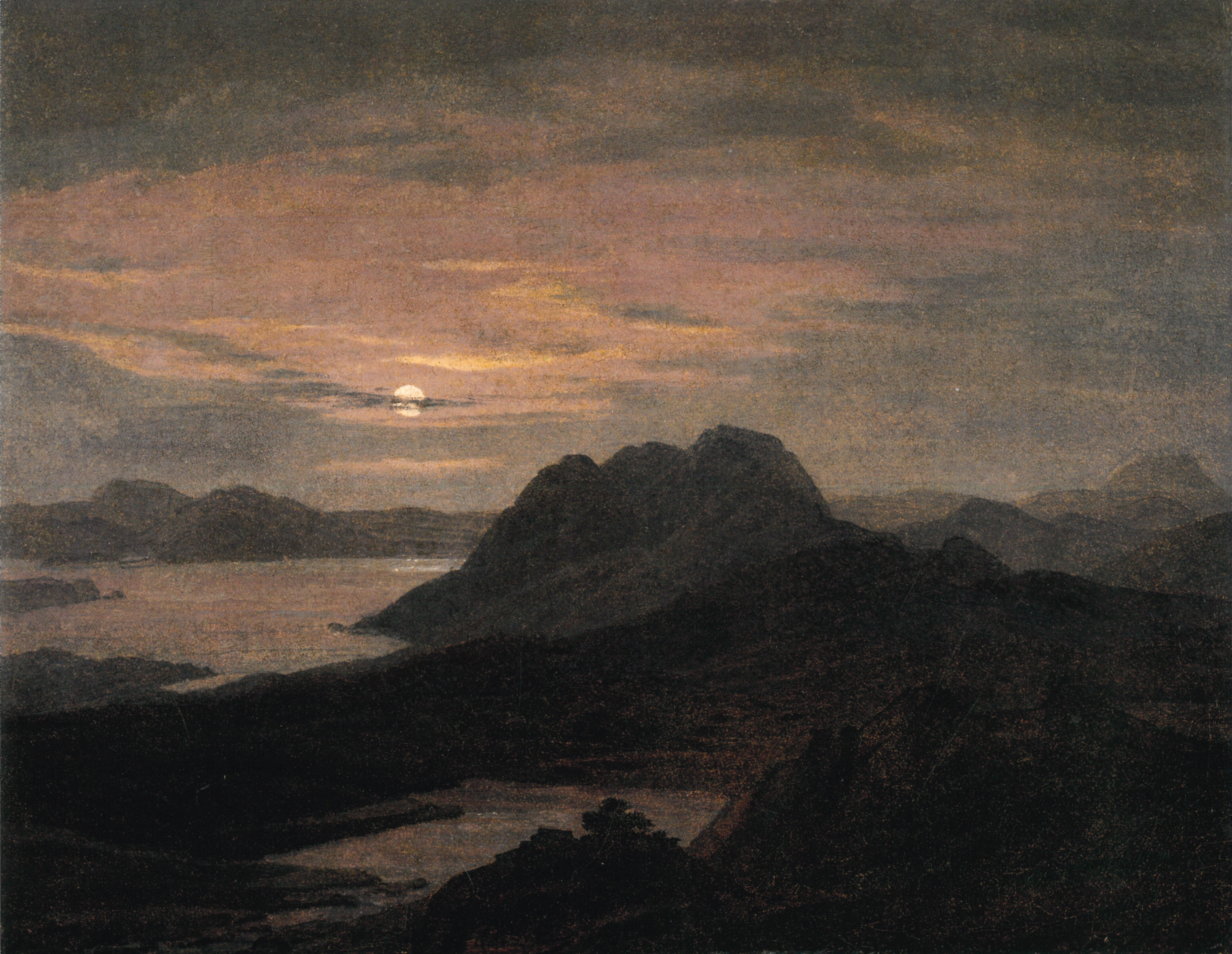
Caspar David Friedrich: Norská hornatina za svitu měsíce (~ 1822)

Deprese je závažná, dlouhotrvající porucha psychiky projevující se snížením až vymizením schopnosti prožívat potěšení, pokleslými náladami jedince a patologickým smutkem. Označení „deprese“ pochází z latinského depressio (doslova „stlačení, potlačení“). Dotyčný pociťuje často zmar a beznaděj, nedostatek motivace, neschopnost cítit potěšení (anhedonie), úzkost a osamocenost, pocity bezcennosti nebo viny, také je někdy zvýšená agrese, vyskytuje se malá sebedůvěra, únava, zhoršená pozornost a chybí soustředění. Jedná se o závažný, dokonce někdy i život ohrožující stav. Reakce postiženého jedince na tento duševní stav je různá. Dotyčný může být podrážděný, agresivní a zlomyslný, nebo naopak unavený, tichý a klidný. Většinou mizí radostné reakce na pozitivní podněty a jedinec se může okolí jevit jako cynik. Deprese se léčí antidepresivy, často v kombinaci s psychoterapií.

## Diagnostika
V psychiatrických diagnostických a statistických manuálech je deprese uvedena jako duševní porucha mezi poruchami nálady (afektivními poruchami), a to především jako jedna z fází bipolární afektivní poruchy (maniodepresivity, F31 dle MKN-10). Různé formy depresivní fáze jsou v MKN-10 uvedeny pod kódem F32 (F32.0 mírná depresivní fáze, F32.1 středně těžká depresivní fáze, F32.2 těžká depresivní fáze bez psychotických příznaků, F32.3 těžká depresivní fáze s psychotickými příznaky, F32.8 jiná depresivní fáze, F32.9 nespecifikovaná depresivní fáze). Periodická (rekurentní) depresivní porucha bez manických fází je kódována pod F33. Chronická (trvalá) mírně depresivní nálada, která nemá dočasný fázovitý charakter, se nediagnostikuje jako deprese, ale jako dystymie (F34.1). Pod kódem F38 se diagnostikují smíšené stavy, kdy se u jedince současně vyskytují příznaky mánie i deprese nebo kdy se fáze rychle mění (v řádu hodin, nikoliv týdnů). Krátké epizody sklíčenosti či apatie trvající v řádu hodin nebo několika málo dní mohou jako symptomy emočního stavu R45.3 spadat do diagnostických kategorií kapitoly F43 (reakce na závažný stres a poruchy přizpůsobení), a to v rámci F43.0 akutní reakce na stres, F43.1 posttraumatická stresová porucha a F43.2 poruchy přizpůsobení (F43.20 krátkodobá depresivní reakce, F43.21 protrahovaná depresivní reakce). Mnohé podobné a smíšené rysy s depresí mají také úzkostné stavy klasifikované v kapitolách F40 a F41.
Deprese je popisována nejen jako samostatná nemoc, ale i jako jeden z příznaků jiných nemocí, jakými jsou například:
- Addisonova choroba (deprese se střídá s nadměrnou podrážděností)[1]
- Parkinsonova nemoc (pacient upadá do stále hlubších a dlouhodobějších depresí)

V současné medicínské a farmakologické propagaci deprese a její léčby se často vyskytuje tvrzení, že deprese jako nemoc je něčím zcela jiným než opodstatněný, nepatologický smutek nebo skleslá nálada („Mám depku“ apod.). Toto rozdělování však není předmětem obecné odborné shody. Typická deprese podle klasifikace MKN-10 trvá v průměru kolem 6 měsíců, u mladších osob zřídka déle než rok, avšak v mnohých ohledech jsou průběh, příznaky a dynamika projevů individuální. Reklamy na antidepresiva často navozují dojem, že deprese je vždy spolehlivě a dokonale léčitelná, avšak léčba bývá zpravidla zdlouhavá a mnoho forem a případů deprese je vůči ní rezistentní a existují odborné spory o tom, do jaké míry se na některých úspěšných případech léčby podílí placebo efekt.
Historickými analogiemi moderního pojmu deprese je jednak melancholie, což je pojem užívaný v minulosti jak k označení duševní nemoci, tak k lékařsky indiferentnímu označení typu osobnosti (letory, temperamentu), který má své kladné i záporné projevy a možnosti. Paralelou k depresi je rovněž pojem duchovní lenost, který označuje jeden ze sedmi kardinálních hříchů. Člověk odmítá využívat potenciál svých schopností, není ochotný jednat nebo se o něco starat. Dříve byla lenost (apatie, neradostnost) nazývána hříchem smutku (lat. tristitia).

## Vznik deprese
V nedávné minulosti bylo obvyklé dělit deprese podle příčiny vzniku na:
- endogenní – příčina je v poruše chemie mozku[2] (pravděpodobně v nervovém přenašeči dopaminu)
- reaktivní – reakce na nějakou stresovou událost, předpokládá se však organická predispozice.[3]
- organické – při organickém poškození mozku (např. úrazy, nádory), krvácení, endokrinní poruchy, poruchy jater či slinivky břišní (např. cukrovka),
- farmakologické – způsobená některými léky či přípravky (např. hormonální antikoncepcí).

V současnosti se od dělení na endogenní a reaktivní upustilo, téměř vždy lze nalézt souhru vnitřních dispozic a vnějších faktorů. Pokud se jedná o přímou reakci na událost nebo životní situaci (úmrtí blízké osoby, rozchod, ztráta zaměstnání), místo o depresi se někdy hovoří o poruše přizpůsobení, diagnostická kritéria však přesné rozlišení neumožňují.
Jako významné faktory depresogenního životního stylu byly identifikovány přejídání, podvýživa, sedavý způsob života, nedostatek slunečního svitu, spánková deprivace a sociální izolace.

## Projevy

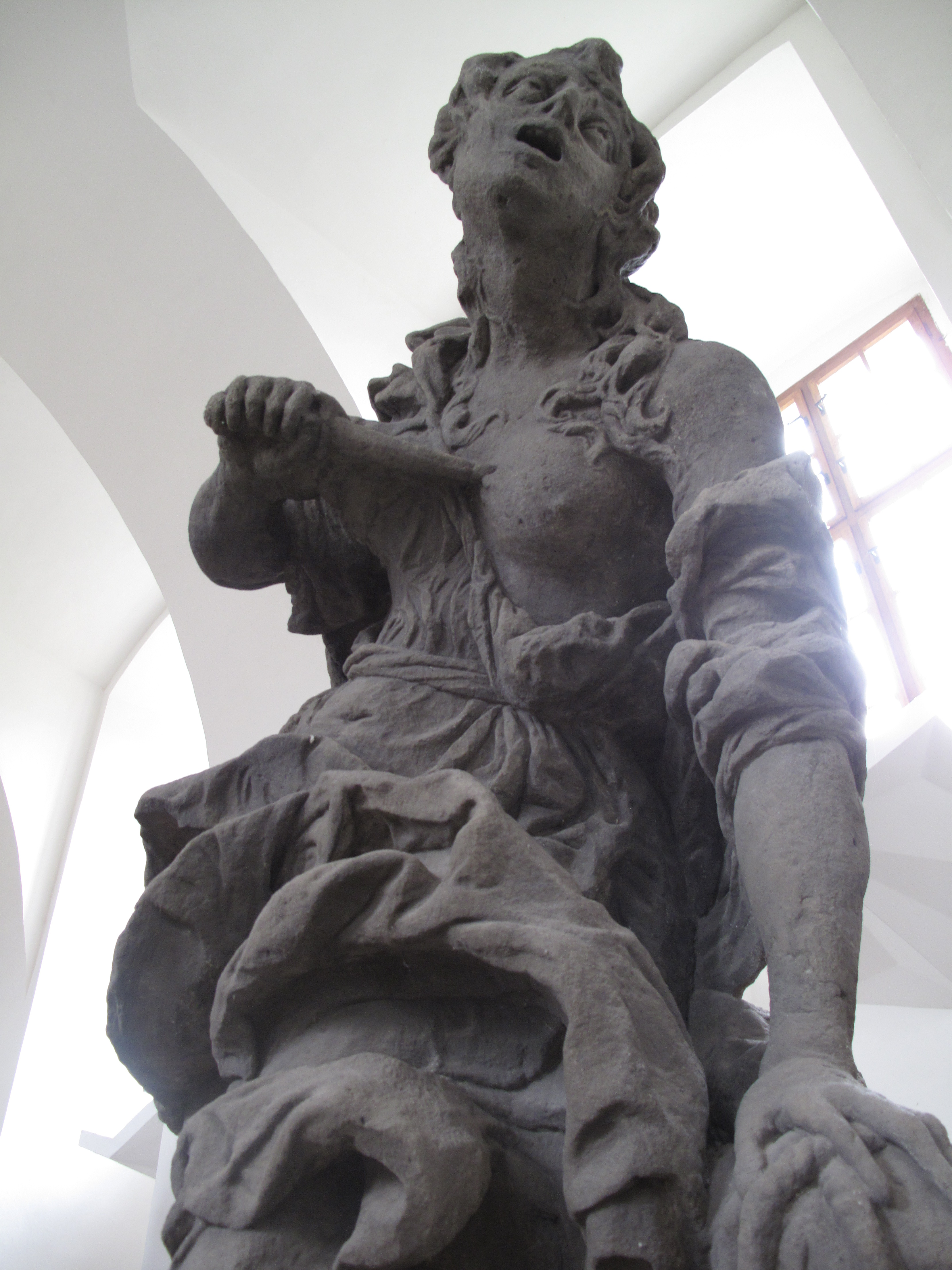
Matyáš Bernard Braun: Zoufalství
(lapidárium Kuks)

Pro depresi je charakteristická dlouhodobě zhoršená nálada, pocity beznaděje a bezvýchodnosti. Jedinec se přestává zajímat o dřívější příjemné aktivity a přestává z nich mít potěšení – například ztrácí zájem o své koníčky, záliby a sex. Dále dochází ke změně spánku, jedinec zpravidla hůře usíná a brzy se budí, ale může spát i více než je obvyklé – třeba i skoro celý den. Člověk například nemůže dlouho usnout a jde spát až v 6 hodin ráno. I když dotyčný spí 12 hodin, nenačerpá energii, ale naopak cítí slabost. Podobně je to s chutí k jídlu, která se zpravidla sníží, nemocní hubnou, někdy pro ně i samotné pokrmy ztrácejí chuť. Někdy je naopak chuť k jídlu zvýšená, nemocní přibírají. Tyto poruchy stravování se mohou střídat – určitou dobu jí člověk hodně, jindy málo. Dále dochází k poruchám koncentrace, nemocní se nemohou soustředit na práci, na četbu, často u aktivit dlouho nevydrží. Nemají z aktivity tak velký prožitek jako dříve.
Charakteristická je i ztráta energie. Dotyčný cítí, jako by v celém těle žádnou neměl, cítí se velmi slabý. Nemá sílu udělat i tu nejméně náročnou činnost. Mohou se objevit sebevražedné myšlenky. Zhruba 2/3 nemocných prožívají silné úzkostné stavy, které zvyšují riziko sebevraždy. 5–15 % nemocných s depresivní poruchou ukončí svůj život sebevraždou. Deprese se také může projevovat poruchami paměti, kdy nemocný budí dojem dementního člověka.
Dalšími konkrétními projevy životu nebezpečné deprese jsou například:
- Nemocný má hlad (žízeň), a není schopen si namazat ani chleba či podat/napít se pití (i když je má vedle sebe).
- Většinou polehává, popř. se zabývá pasivní činností: sledováním televize apod.
- Přestávají ho bavit činnosti, o které se dříve zajímal.[12]
- Problém s hygienou, v těžké fázi deprese si nemocný nezvládá umýt ani ruce.
- Uvnitř celého těla cítí nepopsatelný stav. Pocity v mozku pacienti charakterizují slovy: čepice na mozku, mravenčení mozku, tlak v hlavě, svírání hlavy. Na jednu stranu možná výstižná přirovnání, když se vezme v potaz, jak je mozek křehký. Na druhou stranu pro toho, kdo deprese nezažil, příliš slabá.
- Někomu se stává, že „ztuhne“. Nemůže pohnout ani malíčkem, otočit hlavou ani mluvit.[13] Když se ho někdo jiný snaží rozhýbat, má pocit, jako by jeho kosti byly ze dřeva. Tento stav může trvat 20 minut, nebo třeba i hodinu. Tento druh deprese se nazývá „zpomalená deprese“.
- Rozdíl mezi lenochem a člověkem postiženým depresí tkví v tom, že lenoch je naštvaný, když musel něco udělat, ale depresivní člověk má radost (úměrně tomu, v jakém stavu je), že se mu něco podařilo, i když třeba „jen“ uvařit čaj. Není líný, ale nemůže nic dělat – i když chce, nebo se o to snaží.
- Nemocní těžko přijímají negativní informace, a to i takové, které se jich přímo netýkají. Není ani potřeba, aby se jednalo o nějakou tragédii.
- Často bývá nemocnému ráno hůře a večer lépe.
- Sebeobviňování.[14]
- Člověk v depresi nezvládá někoho „dlouho“ poslouchat, ač se jedná o několik málo minut. Někdy nedokáže vstřebávat informace už při prvních slovech – jeho mozek toho není schopen.
- Bez příčiny pláče,[15] přestože se může cítit trapně, nedokáže pláč zastavit.
- Je nervózní, chová se podrážděně,[16] agresivně, může i „vybouchnout“.
- Nedokáže říct nahlas druhým, co chce či potřebuje – je to pro něho velmi náročné.
- Může se vyskytnout i sebepoškozování, například na hřbetě ruky. Když si člověk ublíží, cítí, že se mu částečně ulevilo, ale tento pocit nemá dlouhé trvání.
- Tento stav často může přejít až ve fyzickou nemoc, neboť imunitní systém je dlouhodobě oslabený.

## Mýty a pověry
O depresi stále kolují různé nepravdivé či zkreslené informace. Mezi ně patří tyto:
Děti depresí netrpí
Tento názor přetrvával do sedmdesátých let minulého století. Deprese u dětí mívají i další příznaky, které se u dospělých nevyskytují. Depresí onemocní jedno ze třiatřiceti dětí a jeden z osmi dospívajících (podle údajů National Institute of Mental Health). U depresivních dětí je větší pravděpodobnost spáchání sebevraždy než u dospělých.
Depku má občas každý
Depka a deprese jsou dvě zcela rozdílné věci. Tzv. depka je krátkodobá špatná nálada (např. po hádce s partnerem), zatímco deprese je těžká, dlouhotrvající a v těžších formách životu nebezpečná porucha.
Ten, kdo mluví o sebevraždě, to nemyslí vážně
Sebevražedné myšlení patří mezi příznaky těžké deprese. Sebevraždu spáchá 10–15 % nemocných. A tato „výhrůžka“ může být voláním o pomoc. 93 % sebevrahů se někomu o svém záměru zmínilo. Proto by se tato slova měla brát vážně a nemocný by se měl dostat do péče odborníka.
Sebevraždy jsou pokaždé způsobeny depresí
Depresí trpí dva ze tří sebevrahů. Sebevražda může být způsobena i požitím omamných látek (alkohol, drogy).
Na mé/mém dceři/synovi bych si všimla, že jí/mu není dobře a že se trápí.
Tuto větu řeklo 8/10 matek. Jedna z věcí, která není pravdivá, nemocný člověk se snaží svoje emoce před lidmi skrýt, svěřuje se málokdy. A často se usmívá i přes to, že pociťuje smutek.[zdroj?]

### Mýty o léčbě deprese
Nemocnému pomůže veselé rozptýlení
Deprese je pouze špatná nálada
Deprese nelze léčit
Antidepresiva jsou návyková
Antidepresiva zaberou okamžitě
U antidepresiv trvá několik týdnů, než začnou účinkovat (při pravidelném užívání, předepsaném lékařem).

## Druhy depresí
Deprese se dělí do těchto epizod:
- Lehká
  - Člověk se musí do každé činnosti nutit, uzavírá se do sebe, nemá z ničeho radost, ale nějaké věci zvládá udělat – v domácnosti i v práci.
- Středně těžká
  - Dotyčný je nešťastný, nedokáže pracovat a nic ho nebaví.[23]
- Těžká
  - Postižený se o sebe nedokáže postarat, zanedbává osobní hygienu, dívá se na televizi (i když ho to nebaví), bez hlubšího zaujetí dělá nenáročné věci např. na počítači, ale moc toho nezvládne či je činnost povrchní, nebo leží v posteli a zabývá se svými chmurnými myšlenkami.
- Těžká s psychotickými příznaky
  - Stejné příznaky jako u těžké depresivní epizody, ale dále se vyskytují navíc vidiny a/nebo bludy.

### Bipolární deprese
Při bipolární depresi se střídá deprese a mánie (přílišná aktivita).

### Dissimulovaná deprese
Při dissimulované depresi má člověk fyzické příznaky, ale necítí se depresivně. Příznaky se zlepší podáváním antidepresiv.

### Dystymie
Dystymie se týká přibližně 1.5 % lidí. Jedná se o slabší chronickou (dlouhotrvající) depresi trvající minimálně 2 roky. Vyskytuje se někdy také takzvaná "dvojitá deprese", kdy je člověk již diagnostikován s dystimií, ale spadne ještě níž, do lehké, středně těžké až těžké deprese (eventuelně i s psychotickými příznaky).

### Endogenní deprese
V případě endogenní deprese se jedná o deprese bez zjevných vnějších příčin.

### Organická deprese
Organická deprese může být způsobena nějakou nemocí.

### Deprese ze zemědělských pesticidů
Podle několika vědeckých studií byly nalezeny statistické korelace mezi četností deprese a používáním některých pesticidů.

### Poporodní deprese
Poporodní deprese se vyskytuje u žen po porodu. Žena se obává, zda se dokáže o dítě správně postarat.
Existují tři hlavní typy:
1. poporodní „blues“ – objevuje se 2.–4. den po porodu. Mezi příznaky patří podrážděnost, úzkost, kolísání nálady, větší přecitlivělost, neschopnost cítit lásku k novorozenci s následným sebeobviňováním.
2. poporodní deprese – většinou se objevuje 6.–12. týden po porodu, výjimečně až po roce. Příznaky: přílišná únava až vyčerpanost, úzkost, podrážděnost, sebevýčitky. Postižená se vyhýbá kontaktu s lidmi, ztrácí chuť k jídlu, trpí nespavostí a ztrácí potěšení z oblíbených aktivit. Může se vyskytnout obava z toho, že dítěti cíleně a smrtelně ublíží (například vyhozením z okna). To může vést k myšlenkám na odložení dítěte, protože žena má pocit, že je pro něj nebezpečná.
3. poporodní psychóza – jedná se o vzácnou formu poporodní deprese. Vyskytuje se u 1–2 žen z 1 000. Může se vyskytnout v prvních 2–3 dnech po porodu, ale také až po několika týdnech. Objeví se neklid, problémy se spaním a podrážděnost. Dále se vyskytují bludy a halucinace – žena je přesvědčena, že dítě je špatné. Tehdy je jak dítě, tak jeho matka v ohrožení života.

### Reaktivní deprese
Reaktivní deprese (též úzkostná nebo neurotická deprese) se rozvíjí rychleji než endogenní, je zde přítomen jasný provokující moment. Deprese je větší večer. V současné době však bývá ranní maximum deprese považováno spíše za příznak její větší závažnosti než za příznak jejího endogenního původu.

### Rekurentní depresivní porucha
Rekurentní depresivní porucha vzniká vlivem stresové situace, jako například ztrátou zaměstnání nebo smrtí či těžkým onemocněním blízkého člověka.

### Rekurentní krátká depresivní porucha
Tento druh deprese je vzácný. Deprese zde trvá většinou 2–3 dny minimálně jednou za měsíc. Deprese přijde náhle ráno po probuzení. Vyskytují se myšlenky na sebevraždu. Dotyčný nedokáže vstát z postele a jít například do práce. Vyskytují se sebevýčitky, únava, vyčerpanost, zesláblost. Zpravidla po třech dnech se probudí ve své normální náladě. Depresivní poruchy se nevyskytují pravidelně, takže je nelze předvídat. Postižený mnohdy volí samoléčbu alkoholem. Ta ovšem působí jen krátkodobě a potom se pocity zoufalství zvětšují.

### Sezónní deprese
Sezónní emoční poruchy (angl. zkratka SAD) se objevují na podzim a někdy i na jaře. Vznikají nedostatkem slunečního světla. Nemocný má zvýšenou potřebu spánku. Léčí se tzv. fototerapií.

### V menopauze
Tento typ deprese se vyskytuje u žen, které jsou v menopauze. Žena má strach z odchodu dětí z domova a ze stárnutí.

### Maskovaná deprese
Maskovaná deprese se projevuje výraznou somatickou symptomatologií, jež skrývá afektivní poruchu.

### Atypické příčiny deprese
- Z hladovění
- Z nedostatku vitamínů B-komplexu, D, E (vitamínová malnutrice) a jeho následků,
- z nedostatku bílkovin a esenciálních aminokyselin (proteinová malnutrice),
- z mozkové infekce (léčitelné např. minocyklinem),
- z orgánové dysfunkce (srdce, játra, ledviny, slezina...),
- z poruchy látkové výměny mozku,
- odchod z místa či obydlí, na které byl člověk zvyklý či citově vázaný;
- indukovaná deprese.
- Deprese se vyskytují také jako příznaky jiných onemocnění, např. alergie, nesnášenlivosti (např. na kofein, elektrizující plasty, barviva) toxoplazmózy, boreliózy, syndromu chronické únavy, Addisonovy choroby, Parkinsonovy nemoci, schizofrenie a Alzheimerovy choroby.

Různé druhy depresí se mohou částečně překrývat, takže člověk nemocný běžnou depresí se může cítit lépe např. doplněním vitamínů B-komplexu. Stres, přepracovanost, nedostatek spánku, živin, energie mohou depresi zhoršovat.
Různé druhy depresí se mohou navzájem startovat nebo zesilovat.
Také neurózy a neurotické reakce mohou odstartovat depresi.

## Co dělat a co nedělat v depresi
- Soustředit se na plnění jednoduchých, nejlépe manuálních úkolů.
- Nemocný by měl jít k lékaři, důvěřovat mu, sdělit mu své pocity.[35]
- Neobviňovat se, není to ani Vaše vina ani vina někoho jiného, jedná se o nemoc.
- V průběhu deprese by člověk neměl činit vážná rozhodnutí, např. dávat výpověď v práci, rozhodovat o větších finančních částkách ap.
- Nemá cenu si stanovovat laťku činností příliš vysoko,[36] plán pak člověk nemusí zvládnout, což může vést ke zhoršení jeho stavu i kvůli vynaložené energii, které má i tak nedostatek.
- Je lepší dělat něco, co je nemocnému příjemné. Protože během této nemoci ztrácí chuť i na své koníčky, je vhodné začít právě s nimi. Samozřejmě když to stav dovolí.
- Cítí-li se nemocný na zvládnutí dlouhodobější činnosti (představa o délce může být u každého jiná v závislosti na jeho stavu), měl by si aktivitu rozdělit do několika časových úseků.
- Za pláč se nikdo – ani muži – nemusí stydět.
- Léčba může trvat několik měsíců nebo let, proto i když se člověk cítí lépe, neměl by ji přerušovat a klást si vysoké cíle. Stav se kvůli tomu může opět zhoršit. Je proto důležité důvěřovat svému lékaři.
- O myšlenkách na sebevraždu je třeba někoho informovat, určitě lékaře.
- Během deprese – nemoci – se nedoporučuje jezdit na dovolenou. Změna prostředí a režimu mohou chorobu prohloubit.
- Zvážit ulehnutí do postele během dne. Deprese se nedá zaspat.[37]
- Nemoc vzbuzuje u ostatních mnohá nepochopení a neporozumění, proto rady typu: „vzmuž se“, „když se chce, tak to jde“ a podobně jsou jedině pomocí ke zhoršení stavu.
- Konzumace citrusů přes mikroflóru ovlivňuje produkci serotoninu a dopaminu.[38]

## Jak mohou pomoci blízcí
- Tolerancí, respektováním, důvěrou, laskavostí, empatií. Neplést si uvedené projevy vlastností s chováním k malému dítěti.
- Přijetím faktu, že deprese není lenost, ale nemoc.[39]
- Podporou v léčbě.
- Tím, že se vyhnou kritizování, monitorování, výtkám a „povzbudivým“ výrokům jako: „Vzchop se! Bojuj! Když se chce, tak to jde! Nebuď líný! Snaž se!“ Takové postoje nemocnému ubližují, protože vedou k sebevýčitkám. Těch má přitom v sobě i bez podobných rad víc než dost.
- Ujištěním o pochopení, že se jedná o nemoc, a ne špatné vlastnosti, je-li deprese zahalena rouškou výbušnosti či útočnosti.
- Nabízením aktivit, místo nucení k nim. Když nemocný odmítne, akceptováním jeho rozhodnutí beze zloby.
- Nepodceňováním slov nemocného o sebevraždě.

## Léčba
Existuje mnoho přístupů k depresi a její léčbě. Některé přístupy upřednostňují přirozená řešení v rámci sociálních vztahů, v nichž depresivní jedinec žije, jiné přístupy zdůrazňují nutnost odborné pomoci. Existuje polarita mezi těmi odbornými přístupy, které za klíčové považují psychoterapii a reálné řešení životních problémů, přičemž farmakologickým zásahům přiznávají podpůrnou roli, a těmi přístupy, které zdůrazňují biochemickou povahu deprese a farmakologické řešení. Oprávnění předepisovat antidepresiva mají nejen psychiatři, ale i praktičtí lékaři, což někdy bývá předmětem kritiky ze strany psychiatrů. Nejsou-li antidepresiva účinná nebo jde-li o velmi závažnou formu deprese, bývají někdy předepisována i antipsychotika nebo používány elektrokonvulzivní terapie. Protože antidepresiva mívají účinek nejistý, nastupující až po delší době a zpočátku mohou převažovat nepříznivé vedlejší účinky, zpravidla se současně s nimi předepisují i benzodiazepiny, jejichž účinek je podobný například alkoholu (rychlá a krátkodobá úleva, ale zároveň otupení pozornosti a riziko vzniku závislosti) a také bývají podobně jako alkohol zneužívány.
Jednotlivé skupiny antidepresiv: tricyklická, bicyklická, tetracyklická, SSRI (nejpoužívanější), SARI, IMAO, RIMA, SNRI.
V současnosti probíhají výzkumy na léčbu deprese pomocí optogenetiky, která se zaměřuje na kontrolu nervových buněk.